# Kiler
„Kiler“ е полска комедия от 1997 г., на режисьора Юлюш Махулски. Премиерата на филма е на 17 октомври 1997 г. в Полша.
Филмът се радва на значителна популярност, много от диалозите във филма са навлезли в ежедневния език.

## Сюжет
Внимание:  Текстът по-долу разкрива сюжета на произведението (или части от него)!
Йежи Килер, варшавски таксиметров шофьор, е сметнат погрешка за наемен убиец и е арестуван. Бос на престъпния свят му помага да се освободи и му предлага нова работа...

## Актьорски състав
В ролите:
| Актьор               | Роля                                         |
| -------------------- | -------------------------------------------- |
| Цезари Пазура        | Йежи Килер                                   |
| Малгожата Кожуховска | Ева Шанска                                   |
| Йежи Щур             | Йежи Риба, комисар                           |
| Януш Ревински        | Стефан Шажевски, бос                         |
| Катажина Фигура      | Ришарда Шажевска, съпруга на Стефан Шажевски |
| Ян Енглерт           | Фердинанд Липски, сенатор                    |
| Кшищоф Кершновски    | Вонски                                       |
| Марек Кондрат        | Мечислав Клониш, началник на затвор          |
| Ян Махулски          | Зенек, полицейски инспектор                  |
| Славомир Сулей       | Кудлати                                      |
| Мачей Козловски      | прокуратор                                   |
| Цезари Жак           | барман                                       |
| Пьотър Вавжинчак     | Икс, затворник                               |
| Лех Диблик           | Встрентни                                    |
| Владислав Комар      | Ушат                                         |
| Павел Делонг         | Ярослав, оператор                            |
| Шимон Маевски        | Мьодух, аспирант                             |
| Павел Вавжецки       | орел на Държавна защитна служба              |
| Мирослав Зброевич    | орел на Държавна защитна служба              |
| Ришард Яниковски     | бодигард                                     |
| Яцек Яжина           | журналист                                    |
| Олаф Любашенко       | като самия себе си                           |
| Малгожата Дрозд      | секретарка                                   |